# Ли Чон Хён
Ли Чон Хён (род. 3 января 1956) — северокорейский бегун-марафонец, выступавший на международном уровне в 1979—1987 годах. Обладатель бронзовой медали соревнований «Дружба-84», чемпион Азии, победитель Пекинского марафона, действующий рекордсмен страны, участник летних Олимпийских игр в Москве.

## Биография
Ли Чон Хён родился 3 января 1956 года.
Впервые заявил о себе на марафонской дистанции в сезоне 1979 года, когда с результатом 2:17:04 занял 19-е место на Фукуокском марафоне.
Благодаря череде успешных выступлений в 1980 году удостоился права защищать честь страны на летних Олимпийских играх в Москве — в программе марафона показал время 2:21:10, расположившись в итоговом протоколе соревнований на 29-й строке.
В 1981 году финишировал третьим на впервые проводившемся Пекинском марафоне (2:15:52).
В 1982 году превзошёл всех соперников на марафоне в Эври (2:14:50) и на домашнем Пхеньянском марафоне (2:15:17), а также был лучшим в Пекине (2:14:44).
В 1983 году принял участие во впервые проводившемся чемпионате мира по лёгкой атлетике в Хельсинки — здесь пробежал марафон за 2:18:51 и занял 34-е место. Позднее одержал победу на Пхеньянском марафоне, установив при этом ныне действующий рекорд Северной Кореи — 2:09:26. Данный результат ратифицирован Федерацией лёгкой атлетики КНДР, однако ряд авторитетных источников не признают его рекордом, подозревая, что дистанция на соревнованиях была короче положенной.
Ли Чон Хён рассматривался в качестве кандидата на участие в Олимпийских играх 1984 года в Лос-Анджелесе, однако Северная Корея вместе с несколькими другими социалистическими странами бойкотировала эти соревнования по политическим причинам. Вместо этого Ли выступил на альтернативном международном турнире «Дружба-84» в Москве — с результатом 2:11:44 завоевал бронзовую награду, уступив только двум эфиопским бегунам Дереже Неди и Абебе Меконнену. Позже финишировал четвёртым на Фукуокском марафоне, показанное здесь время 2:11:34 чаще всего называется его личным рекордом в западных базах данных.
В 1985 году показал 24-й результат на Кубке мира по марафону в Хиросиме (2:13:56), выиграл марафон в рамках чемпионата Азии в Джакарте (2:20:29).
В 1986 году был вторым на Марафоне озера Бива (2:15:39), 12-м на Пекинском марафоне (2:13:44).
В 1987 году с результатом 2:16:42 стал пятым на Кошицком международном марафоне мира.